# Het ABC-mysterie
Het ABC-mysterie (Originele titel: The ABC Murders) is een detective- en misdaadverhaal geschreven door Agatha Christie. Het werk verscheen op 6 januari 1936 en werd uitgegeven door het Britse Collins Crime Club. In de Verenigde Staten werd het werk uitgegeven door Dodd, Mead and Company op 14 februari 1935. De Nederlandstalige versie wordt uitgegeven door Luitingh-Sijthoff.
Hoofdpersonages in het boek zijn Hercule Poirot, Arthur Hastings en inspecteur Japp.

## Verhaal
Het boek is grotendeels geschreven vanuit het oogpunt van Arthur Hastings, een vriend van Hercule Poirot.
Poirot ontvangt getypte brieven van een zekere A.B.C. In elke brief staan datum en locatie van een volgende moord. A.B.C. kiest zijn slachtoffers ook in alfabetische volgorde. Eerst wordt Alice Ascher in haar tabakswinkel in Andover vermoord. Daarna is dienster Betty Barnard uit Bexhill aan de beurt. Ze wordt gewurgd met haar riem. Het derde slachtoffer is de rijke Carmichael Clarke uit Churston. Na een gesprek met de weduwe van Carmichael, ontdekt Poirot dat alle slachtoffers kort voor hun dood bezoek kregen van een handelaar in zijdestoffen. 
Poirot ontvangt opnieuw een brief waaruit hij afleidt dat de volgende moord de volgende dag zal plaatsvinden in Doncaster. Hierbij denkt hij aan de St. Leger Stakes-paardenrace. A.B.C. slaat echter toe in een bioscoop. Daarbij maakt hij een fout waardoor George Earlsfield wordt gedood in plaats van Roger Emmanuel Downes. Bioscoopbezoeker Cust vindt in zijn jas een bebloed mes, maar kan zich verder niets herinneren.
Cust wordt aangehouden en denkt werkelijk dat hij de moord heeft begaan. Verder vindt men in zijn huis de zijde, een klantenlijst, hetzelfde papier waarop de betreffende brieven werden getypt en het mes dat bij de vorige moord werd gebruikt. Al snel blijkt dat Cust nooit werkte voor het zijdebedrijf, maar dat de typemachine wel van dat bedrijf komt. Cust beweert dat hij de machine heeft gekregen.
Poirot ontmoet Cust en is van mening dat hij onschuldig is. Cust heeft een sluitend alibi voor de moord op Bexhill, en in Cust herkent hij niet de pocherige en xenofobe briefschrijver. Hij ontdekt dat A.B.C. in werkelijkheid Franklin Clarke is, de broer van Carmichael. Carmichaels vrouw is terminaal ziek en ze hebben geen kinderen. Franklin vreest dat Carmichael later zal hertrouwen met zijn secretaresse Thora Grey, en alsnog erfgenamen zou produceren. Daarom besluit Franklin om zijn broer te doden. Dan gaat de erfenis in eerste instantie naar diens vrouw. Omdat zij snel zal sterven vanwege haar ziekte, komt de erfenis uiteindelijk toch bij Franklin terecht. Franklin ontmoette Alexander Bonaparthe Cust in een café waar hij het idee kreeg voor A.B.C. Hij gebruikte Cust hierbij als zondebok. Franklin pleegde meerdere moorden om zo de illusie te wekken dat er een seriemoordenaar actief was en de verdenking niet op hem zou vallen.
Poirot beweert dat Franklins vingerafdruk op Custs machine staat. Ook heeft Milly Higley Franklin herkend in de tearoom waar Betty Barnard werkte. Daarop tracht Franklin zelfmoord te plegen, maar Poirot heeft via een list vooraf gezorgd dat het pistool leeg is. Nadat Franklin door de politie is opgepakt, vertrouwt Poirot aan Hastings toe dat de vingerafdruk bluf was.

## Verfilming
Het boek werd in 1992 verfilmd voor de televisieserie Agatha Christie's Poirot met David Suchet in de rol van Poirot. Deze versie volgt het boek grotendeels, alleen bepaalde personages komen niet voor. Japp krijgt weer een grote rol. Ook het einde is anders: in het boek tracht Franklin zelfmoord te plegen, in de film probeert hij te vluchten.
Eind 2018 zond de BBC The ABC Murders uit als driedelige serie met John Malkovich in de rol van Poirot.